# Свети Атанасий (Тетово)
Вижте пояснителната страница за други значения на Свети Атанасий.
„Свети Атанасий“ (на македонска литературна норма: „Свети Атанасиј“) е църква в град Тетово, Северна Македония, част от Тетовско-Гостиварската епархия на Македонската православна църква – Охридска архиепископия.
Храмът е главна манастирска църква на манастира на Балтепе, разположен в Тетовското кале. Част е от Четвъртата тетовска парохия. Църквата е издигната на темелите на по-стара манастирска църква, която заедно с целия манастирски комплекс е от края на XIII век. Днешният вид църквата добива в 1922 година. Храмът е еднокорабна сграда, градена от кършен камък, с полуцилиндричен свод отвътре и с дървена покривна конструкция.